# Comphotis eanes
Comphotis eanes is een vlindersoort uit de familie van de prachtvlinders (Riodinidae), onderfamilie Riodininae.
Comphotis eanes werd in 1903 beschreven door Godman.